# Phorbas hoffmani
Phorbas hoffmani är en svampdjursart som först beskrevs av Bakus 1966.  Phorbas hoffmani ingår i släktet Phorbas och familjen Hymedesmiidae. Inga underarter finns listade i Catalogue of Life.